# Московская глазная больница
Моско́вская глазна́я больни́ца является одной из старейших глазных клиник в мире.

## История
26 января 1826 года Московский военный генерал-губернатор Дмитрий Владимирович Голицын, поддержав пожелания общественных деятелей о необходимости создания в Москве специализированной глазной больницы, организовал и возглавил комитет по сбору пожертвований.

В общеполезное сие заведение предположено принимать больных всякого возраста, пола и звания, преимущественно неимущих, безо всякой платы за содержание и пользование

11 июня 1826 года состоялось открытие больницы в доме Ланге у Никитских ворот, в Малом Кисловском переулке. Имела в своём составе 20 коек и комнату для приема больных.
Первым главным врачом больницы в течение 31 года был Пётр Федорович Броссе. Как и многие граждане города Москвы, он оставлял своё жалование в её пользу.
Именно на эти пожертвования 8 мая 1830 года у графини Дмитриевой-Мамоновой был куплен каменный дом с мебелью и надворными постройками, на углу Тверской улицы и Мамоновского переулка.
С 15 ноября 1830 года и по сей день глазная больница располагается в этом здании.
1845 — при больнице строится домовая церковь Христа Спасителя, которую освятил Митрополит Московский Филарет.
Во время Первой мировой войны здесь принимали многочисленных раненых.
В 1940 году во время реконструкции Тверской здание было передвинуто вглубь переулка Садовских и развёрнуто фасадом по переулку, где находится по сегодняшний день.
Во время Великой Отечественной войны в больнице разворачивается эвакуационный госпиталь № 5011.

За время его существования в нём находились на излечении 9441 раненых, произведено 10398 операций. Возврат в строй составил 82,4 %.

С 27.02.2014 ГБУЗ Офтальмологическая клиническая больница ДЗ г. Москвы реорганизована в ГБУЗ «ГКБ им. С. П. Боткина ДЗ г. Москвы» Филиал № 1 «Офтальмологический стационар».
ОКБ обслуживает население 4 округов столицы: ЦАО, ЗАО, СВАО и ЮАО.
Оказание плановой консультативной офтальмологической помощи осуществляется в соответствии с Реестром лечебных учреждений, утверждённым приказом Комитета здравоохранения г. Москвы от 01.08.1997 г. № 436.
С сентября 2016 года часть подразделений больницы были переведены на территорию ГКБ им. С. П. Боткина.
С 30 декабря 2019 года стационар и большинство подразделений поликлиники переведены в 19-й корпус ГКБ им. С. П. Боткина в организованный Московский городской офтальмологический центр.

## Главные врачи больницы
- 1826—1857 — доктор медицины, профессор Пётр Федорович Броссе[3]
- 1857—1863 — доктор медицины Вильгельм Федорович Броссе (Brosse Wilhelm Peter)[4]
- 1864—1897 — профессор Густав Иванович Браун[5]
- 1897—1911 — доктор медицины Сергей Николаевич Ложечников[6]
- 1911—1917 — профессор Сергей Селиванович Головин[7][8][9]
- 1918—1930 — Николай Николаевич Дислер
- 1930—1935 — Александр Ефремович Наджаров
- 1935—1944 — Борис Моисеевич Лапук
- 1944—1946 — профессор Ефим Борисович Рабкин
- 1946—1947 — Владимир Яковлевич Эдельман
- 1947—1951 — профессор Михаил Леонидович Краснов[10]
- 1951—1978 — заслуженный врач РСФСР Иван Антонович Любченко
- 1979—1987 — заслуженный врач РСФСР Виктория Викторовна Перламутрова
- 1987—12.12.2008 — заслуженный врач РФ Валерий Митрофанович Житенев
- 12.12.2008—11.02.2009 — заслуженный врач РФ Тамара Михайловна Александрова (исполняющая обязанности)
- 12.02.2009—30.01.2013 — профессор Елена Евгеньевна Гришина[11].
- 02.2013—03.2015 — к. м. н. Елена Александровна Корчуганова (с 27.02.2014 — в должности заведующей Филиалом № 1)[12]
- 03.2015—2019 — к. м. н., доцент Гульжиян Шевкетовна Аржиматова (заведующая Филиалом № 1)